# Elba (Alabama)
Pour les articles homonymes, voir Elba.
La ville d'Elba est le chef-lieu (siège) du  comté de Coffee, dans l'État de l'Alabama, aux États-Unis. Au recensement de 2006, sa population était de 4 141 habitants.

## Géographie
Elba est située à 31° 25′ 02″ N, 86° 04′ 39″ O.
Selon le Bureau du recensement des États-Unis, la ville a une superficie totale de 40.0 km², dont 0,2 km² d'eau, soit 0,52 % du total.

## Démographie
| 1880 | 1890 | 1900 | 1910  | 1920  | 1930  | 1940  | 1950  |
| ---- | ---- | ---- | ----- | ----- | ----- | ----- | ----- |
| 222  | 285  | 635  | 1 079 | 1 681 | 2 523 | 2 363 | 2 936 |

| 1960  | 1970  | 1980  | 1990  | 2000  | 2010  | - | - |
| ----- | ----- | ----- | ----- | ----- | ----- | - | - |
| 4 321 | 4 634 | 4 355 | 4 011 | 4 185 | 3 940 | - | - |

## Source
- (en) Cet article est partiellement ou en totalité issu de l’article de Wikipédia en anglais intitulé « Elba, Alabama » (voir la liste des auteurs).